# Obesidad infantil
La obesidad infantil es un problema de salud caracterizado por el exceso de grasa corporal de los niños. Dicho nivel de adiposidad supone todo un condicionante para su salud general y su bienestar, haciéndole propenso a sufrir otras patologías secundarias y asociadas. Según los datos publicados por la Organización Mundial de la Salud (OMS), la prevalencia de esta enfermedad a nivel internacional es cada vez mayor. En 2010 había unos 42 millones de menores con sobrepeso, registrándose la mayor parte de los casos en países en vías de desarrollo.
Al igual que en los adultos, la obesidad  requiere para su diagnóstico diversas pruebas complementarias. Uno de los baremos más empleados es el conocido como índice de masa corporal o IMC. También conocido como índice de Quetelet, este toma como referencia el peso y la estatura de la persona, valorando su proporcionalidad en función de la fórmula matemática: masa dividida por la estatura al cuadrado. Sin embargo, la ponderación de la cifra resultante varía en el caso infantil. Al contrario que en los adultos, el índice de masa corporal ha de trasladarse a una tabla de percentiles, teniendo en cuenta dos criterios esenciales: la edad y el sexo del menor en cuestión. En función de la misma, se establece que los niños con un índice de masa corporal situado entre el 85 y el 95 en dicha escala padecen sobrepeso.

## Clasificación
La obesidad es una enfermedad caracterizada por un cúmulo de grasa neutra en el tejido adiposo superior al 20 % del peso corporal de una persona en dependencia de la edad, la talla y el sexo debido a un balance energético positivo mantenido durante un tiempo prolongado.

## Causas
La obesidad infantil puede ser provocada por una serie de factores, que a menudo actúan en combinación:
- Exceso de ingesta de calorías con respecto al gasto calórico.[5] A su vez, dos factores intervienen en este hecho:
  - Dieta desequilibrada. Existe una tendencia mundial al aumento del consumo de alimentos hipercalóricos (que contienen gran cantidad de grasas y azúcares).[5] Entre los alimentos más nocivos se incluyen los snacks y las bebidas azucaradas.[6][7]
  - Poca actividad física.[6] Existe una tendencia mundial al descenso de la actividad física, motivada principalmente por el aumento de actividades recreativas sedentarias (como ver la televisión o los juegos electrónicos), así como la creciente urbanización y el cambio en los modos de transporte (los niños son llevados por sus padres al colegio, en lugar de acudir andando o en bicicleta).[5][6]
- Factores socio-culturales. El empleo de la comida como parte de la socialización o como una recompensa.[6]
- Factores familiares. Malos hábitos inculcados en el entorno familiar. Los niños no tienen capacidad para decidir y dependen de las decisiones tomadas por los adultos.[5] Padres obesos.[6]
- Factores genéticos, en combinación con una dieta desequilibrada, baja actividad física, factores socioculturales o familiares.[6]

## Consecuencias
Los primeros cambios en ocurrir en los niños obesos son generalmente emocionales o psicológicos. De todas maneras, la obesidad infantil también puede conducir a síntomas más graves y que pueden amenazar la vida, tal como diabetes, presión alta, enfermedades gastrovasculares, problemas de sueño, cáncer y otras aflicciones. Algunos de estos también incluyen enfermedades del hígado, anorexia, infecciones en la piel, asma y otros problemas respiratorios. Estudios han mostrado que los niños con sobrepeso generalmente crecen y se convierten en adultos con sobrepeso. La obesidad durante la adolescencia ha sido relacionada con elevados índices de mortalidad durante la vida adulta relacionada con enfermedades como la diabetes tipo 2.
Los niños obesos generalmente sufren burlas de sus compañeros. Algunos son perseguidos o discriminados por su propia familia. Los estereotipos abundan y pueden llevar a baja autoestima y depresión. Exposiciones de los padres de un niño en una etapa maternal puede más tarde impacto posibilidades del niño de ser obeso en el futuro cercano. Por ejemplo, el estudio muestra que si bajo o sobre alimentación durante el embarazo como una madre, que posiblemente puede causar el desarrollo de la obesidad más adelante en la vida del niño.
La incidencia de diabetes del tipo 2 es mucho mayor entre niños latinos con sobrepeso que en el resto de la población infantil obesa, por cuestiones genéticas (muchos latinos tienen una predisposición a padecer diabetes y trastornos relacionados con el desarrollo de la diabetes, como la resistencia a la insulina).
Un niño tiene síndrome metabólico cuando ha desarrollado tres o más de los siguientes problemas:
- Obesidad abdominal: La grasa que se acumula en el abdomen crea más problemas de salud que la que se acumula en otras partes del cuerpo.
- Bajo colesterol HDL (colesterol de alta densidad): El HDL es el colesterol que se considera ″bueno″ porque ayuda a eliminar el colesterol LDL (colesterol de baja densidad) o ″malo″.
- Triglicéridos elevados: Los triglicéridos son un tipo de grasa que circula por la sangre. Cuando una persona está obesa, los niveles de triglicéridos se elevan.
- Alta presión sanguínea o hipertensión: Es la presión que la sangre ejerce en las paredes de las venas y arterias cuando bombea el corazón. Cuanta más presión hay, más tiene que trabajar el corazón para movilizar toda la sangre.
- Intolerancia a la glucosa: Esto significa que los niveles de azúcar en la sangre se elevan después de las comidas, aunque no tanto como en la diabetes. El incremento de los niveles de glucosa en la sangre hace que tu cuerpo produzca más insulina, lo cual puede terminar provocando diabetes.

## Recomendaciones de laOMS
La publicidad de la OMS y otras formas de mercadotecnia de alimentos y bebidas dirigidas a los niños tienen un gran alcance y se centran principalmente en productos ricos en grasas, azúcar o sal. Muchos datos muestran que la publicidad televisiva influye en las preferencias alimenticias y las pautas de consumo de la población infantil. Además, para promocionar esos productos se recurre a una amplia gama de técnicas que consiguen llegar a los niños en las escuelas, las guarderías y los supermercados, a través de la televisión y de Internet, y en muchos otros entornos.
Se estima que hay unos 43 millones de menores de cinco años obesos o con sobrepeso. Para garantizar que los niños puedan crecer en un entorno saludable, la OMS publica sus recomendaciones en materia de promoción de alimentos y bebidas dirigida a los niños.
1. La finalidad de las políticas debe ser reducir el impacto que tiene sobre los niños la promoción de alimentos ricos en grasas saturadas,  ácidos grasos de tipo trans, azúcares libres o sal.
2. Dado que la eficacia de la promoción depende de la exposición y el poder del mensaje, el objetivo general de las políticas debe ser reducir tanto la exposición de los niños como el poder de la promoción de los alimentos ricos en grasas saturadas, ácidos grasos de tipo trans, azúcares libres o sal.
3. Para lograr la finalidad y los objetivos de las políticas, los Estados miembros deben considerar diferentes métodos, es decir, el progresivo o el integral, para reducir la promoción de alimentos ricos en grasas saturadas, ácidos grasos de tipo trans, azúcares libres o sal dirigida a los niños.
4. Los gobiernos deben establecer definiciones claras de los componentes esenciales de las políticas que permitan un proceso de aplicación normalizado. Esto facilitará la aplicación uniforme, con independencia del organismo que se encargue de ella. Al establecer las definiciones esenciales, los Estados miembros tienen que reconocer y abordar cualquier desafío nacional específico con miras a obtener el máximo impacto de las políticas.
5. Los entornos donde se reúnen los niños deben estar libres de toda forma de promoción de alimentos ricos en grasas saturadas, ácidos grasos de tipo trans, azúcares libres o sal. Dichos entornos incluyen, sin carácter limitativo, guarderías, escuelas, terrenos escolares, centros preescolares, lugares de juego, consultorios y servicios de atención familiar y pediátrica, y durante cualquier actividad deportiva o cultural que se realice en dichos locales.
6. Los gobiernos deben ser la parte interesada clave en la formulación de las políticas y aportar el liderazgo, mediante una plataforma múltiple de partes interesadas, para la aplicación, la vigilancia y la evaluación. Al establecer el marco normativo nacional, los gobiernos pueden optar por asignar funciones definidas a otras partes interesadas, sin menoscabo de proteger el interés público y evitar los conflictos de intereses.
7. Teniendo en cuenta los recursos, los beneficios y las cargas de todas las partes interesadas involucradas, los Estados miembros deben considerar el método más eficaz para reducir la promoción de alimentos ricos en grasas saturadas, ácidos grasos de tipo trans, azúcares libres o sal dirigida a los niños. El método que se elija deberá establecerse dentro de un marco concebido para lograr los objetivos de las políticas.
8. Los Estados miembros deben cooperar para poner en juego los medios necesarios para reducir el impacto de la promoción transfronteriza (de entrada y de salida) de alimentos ricos en grasas saturadas, ácidos grasos de tipo trans, azúcares libres o sal dirigida a los niños, con objeto de que las políticas nacionales logren el máximo impacto posible.
9. El marco normativo debe especificar los mecanismos de cumplimiento y establecer sistemas para su aplicación. Esto debe incluir definiciones claras de las sanciones y podría incorporar un sistema para la presentación de quejas.
10. Todos los marcos normativos deben incluir un sistema de vigilancia para velar por la observancia de los objetivos establecidos en las políticas nacionales, valiéndose para ello de indicadores claramente definidos.
11. Los marcos normativos deben incluir también un sistema para evaluar el impacto y la eficacia de las políticas sobre su finalidad general, valiéndose para ello de indicadores claramente definidos.
12. Se alienta a los Estados miembros a recabar la información existente sobre la magnitud, la naturaleza y los efectos de la promoción de alimentos dirigida a los niños dentro del territorio nacional. Se les alienta asimismo a apoyar nuevas investigaciones en esta esfera, especialmente las que vayan dirigidas a aplicar y evaluar políticas para reducir el impacto sobre los niños de la promoción de alimentos ricos en grasas saturadas, ácidos grasos de tipo trans, azúcares libres o sal.

### Catalogación por la biblioteca de la OMS
Conjunto de recomendaciones sobre la promoción de alimentos y bebidas no alcohólicas dirigida a los niños.
1. Legislación sobre alimentos.
2. Abastecimiento de alimentos - legislación.
3. Mercadeo - legislación.
4. Nutrición del niño.
5. Política nutricional.

I. Organización Mundial de la Salud.
ISBN 978 92 4 350021 8 (Clasificación NLM: WS 130)

## La obesidad infantil en México
Según el Fondo de las Naciones Unidas para la Infancia (UNICEF por sus siglas en inglés), informó que México es el país con más niños obesos en el mundo[cita requerida] y el Distrito Federal es la entidad con más sobrepeso del orbe. Actualmente hay más de 22 millones de niños con exceso de peso a nivel global y su incidencia está en aumento. En el año 2013 , la tasa de obesidad de México fue de 32.8 por ciento, rebasando el 31.8 de Estados Unidos. De acuerdo a la ONU, estos son los países con mayores problemas de sobrepeso, de acuerdo al porcentaje de obesidad de su población:
- México – 32.8 %
- Estados Unidos – 31.8 %
- Siria – 31.6 %
- Venezuela /31.0 %
- Libia – 30.8 %
- Trinidad y Tobago – 30.0 %
- Vanuatu – 29.8 %
- Irak / Argentina – 29.4 %
- Turquía - el 29.3 %
- Chile – 29.1 %
- República Checa – 28.7 %
- Líbano – 28.2 %
- Nueva Zelanda / Eslovenia – 27.0 %
- El Salvador – 26.9 %
- Malta – 26.6 %
- Panamá / Antigua – 25.8 %
- Israel – 25.5 %
- Australia / San Vicente – 25.1 %
- República Dominica – 25.0 %
- Reino Unido / Rusia – 24.9 %
- Hungría – 24.8 %

México es el principal consumidor mundial de refrescos y otras bebidas azucaradas, con un promedio de 184litros por persona al año y Los dulces, la comida chatarra,  sedentarismo, falta de actividad física, antecedentes hereditarios, entre otras, son algunas de las causas que un niño presente sobrepeso u obesidad.  según la Universidad de Yale y la organización no gubernamental Oxfam. En relación con la disponibilidad de alimentos saludables, el informe de la FAO explica que tanto las procesadoras de alimentos como los supermercados están creciendo rápidamente en muchos países en desarrollo. Estas tiendas modernas reemplazan a los medios tradicionales y aumentan la disponibilidad de alimentos procesados y empacados, lo cual puede contribuir a los problemas de obesidad y sobrepeso. La compra de alimentos procesados que frecuentemente son altos en azúcar, grasa y sal y que por obvias razones, muy pobres en nutrientes importantes, se realiza en México, con un 50% en los mercados tradicionales y el sobrante 50% en supermercados. La obesidad en México implica un grave problema de salud pública pero también presupuestario. En el libro Obesidad en México: recomendaciones para una política de Estado se calcula que para el año 2017 los problemas de obesidad costarán a México entre 70,000 y 101,000 millones de pesos (de 5.4 a 7.7 billones de dólares).
La UNICEF menciona que 1 de cada 3 adolescentes entre 12 y 19 años presentan sobrepeso u obesidad en edad escolar. Existe un promedio de 26% en ambos sexos siendo que 4.1 millones de niños en edad escolar presentan obesidad o sobrepeso.
	En 2013 un artículo del Instituto Nacional de Salud Pública [INSP] menciona de la Encuesta de salud y nutrición de 2006 que: este incremento se ha agravado en niños en edad escolar, aumentando de 18.4 por ciento en 1999 a 26.2 por ciento en 2006, es decir, a razón de 1.1 porcentual por año. (10)
Las franquicias de comida rápida ofrecen alimentos con muchas calorías, pero sin nutrientes, que se convierten rápidamente en grasa y puden provocar problemas de salud, como diabetes infantil o afecciones cardíacas.
El Instituto Nacional de Salud Pública (INSP) aseguró que el cálculo de los requerimientos de energía durante el refrigerio de la escuela está basado en evidencia científica publicada, tanto para las calorías totales, como para los niveles de actividad física. Además, considera que el refrigerio escolar en México no es una comida principal, por lo cual hay que asignarle menos calorías que las que se calculan para una comida de dicha importancia. Las combinaciones de alimentos sugeridos en los Lineamientos están basadas en una Norma Mexicana ampliamente aplicada, conocida como el “plato del bien comer”.     

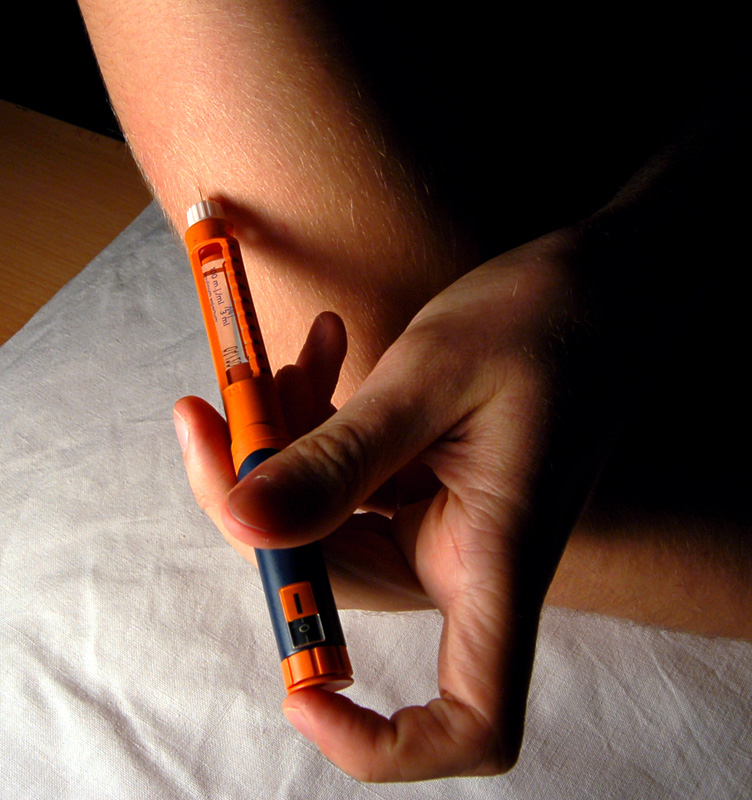
La diabetes es la enfermedad más común en pacientes con obesidad, la aplicación de insulina muchas veces ya no es suficiente.

### Consecuencias
- Mortalidad 4  veces mayores en niños y jóvenes.
- Las enfermedades que se creía, solo podían atacar a las personas adultas hoy en día son también padecimiento de niños pequeños y jóvenes.
- Tres de cada cuatro camas de hospital las ocupan pacientes con enfermedades relacionadas con la obesidad.

#### Trascendencia de la Obesidad Infantil Como Aspecto Biológico
Es Importante considerar que sin antecedentes de obesidad en los padres, un niño obeso de entre 1 y 2 años de edad presenta 1.3% de probabilidad de ser obeso en la edad adulta, mientras que los niños identificados con obesidad entre los 15 y 17 años tienen una probabilidad de 17.5% de ser obesos al llegar a la edad adulta.

#### Respuesta Gubernamental Como
El presidente Enrique Peña Nieto presentó  la Estrategia Nacional para la Prevención y el Control del Sobrepeso, la Obesidad y la Diabetes, que pretende combatir los problemas que México enfrenta en materia de obesidad y sobrepeso. La iniciativa está integrada por tres pilares: salud pública, atención médica oportuna, y regulación sanitaria y política fiscal en favor de la salud.
Según la Organización para la Cooperación y Desarrollo Económico (OCDE),  México ocupa el segundo lugar en prevalencia de población adulta con obesidad entre los países miembros, y detalló que una persona con sobrepeso gasta 25%  más en servicios de salud, gana 18 por ciento menos que un individuo sano, y presenta mayor ausentismo laboral, lo cual representa un problema grave para la salud pública y para la economía nacional. Brian Smith, presidente de grupo Coca-Cola Company en América Latina,  anunció que la compañía se unirá a los esfuerzos del gobierno para encontrar y participar en nuevas soluciones al problema del sobrepeso y la obesidad, así como para ayudar a difundirlas.

## Prevenir la obesidad infantil
De igual forma que los padres siguen criterios concretos a la hora de escoger un colegio o un colchón para su hijo, deberían tener presentes ciertas recomendaciones para prevenir la obesidad. Aunque el papel de las administraciones es tan o más importante que el de los individuos (tal y como han confirmado en febrero de 2013 investigadores de la Universidad de Zaragoza), a continuación se citan una serie de consejos para que padres o cuidadores prevengan, en la medida de sus posibilidades, esta enfermedad.
Los pequeños cambios son poderosos, y sobre ellos inciden todas las entidades implicadas en la salud infantil desde hace varios años. La siguiente lista detallan algunos. Algunos se han adaptado a partir desconsideraciones de los Centros para el Control y la Prevención de Enfermedades.
1. Servir raciones adecuadas para la edad del niño. Un estudio reciente ha observado que el tamaño de la vajilla influye, como en el adulto, en el volumen de comida ingerido por el menor.
2. Tener en el hogar una variedad de hortalizas, frutas y cereales integrales (pan integral, pasta integral, arroz integral, etc).
3. Limitar el consumo de carnes rojas o de derivados cárnicos, y en su lugar, consumir carnes magras y pescado.
4. Promover el consumo de legumbres y frutos secos.
5. Reducir el consumo de grasas saturadas.
6. Evitar el consumo de alimentos ultraprocesados.
7. Retirar de la vista del niño las tentaciones ricas en calorías (lo mejor es no tenerlas en el hogar).
8. Fomentar la actividad física, sin olvidar que los niños imitan a los adultos: si los padres hacen deporte, los hijos también lo harán. Para prevenir la obesidad, el mínimo de tiempo diario que deberían dedicar los niños a realizar actividades de intensidad de moderada a vigorosa asciende a 60 minutos. Una revisión acaba de comprobar que el sedentarismo en la adolescencia es la norma.
9. La bebida de elección para calmar la sed debe ser el agua. El consumo habitual de zumos está desaconsejado.
10. Sustituir zumos azucarados por zumos de fruta naturales, elaborados en casa.
11. Promover planes de educación nutricional en colegios, donde se aprenda a sustituir dulces y otros sancks por alternativas saludables, la importancia del consumo de frutas y verduras, cómo plantear una dieta equilibrada y saludable...
12. Establecer unos horarios a la hora de realizar las comidas, y hacerlo con el resto de la familia, en la medida de lo posible, y sin pantallas.
13. Enseñar a interpretar el etiquetado de los alimentos, tanto en los propios niños, como en sus responsables, para proporcionar una orientación rápida y relevante sobre la calidad del producto.[11]
14. Se debe limitar el consumo de azúcar, bollería y, sobre todo, bebidas azucaradas ("refrescos"). Diversos expertos consideran que se debería enviar "mensajes claros" a la población sobre los efectos negativos de dichas bebidas.
15. Restringir a no más de 2 horas diarias el tiempo que los niños dedican a ver televisión, jugar a videojuegos o a navegar por Internet (los menores de 2 años de edad no deberían ver la televisión). Un estudio aparecido en abril de 2013 en BMJ Open señala que los hijos de padres que ven mucha televisión suelen repetir su (mal) ejemplo.
16. A nivel de la administración, regular la publicidad de alimentos, cuyo consumo frecuente pueden inducir a la obesidad, dirigidos a esta franja de edad, que generalmente suelen ser muy atractivos y llamativos.

Situación actual de España con respecto a la obesidad infantil.
Algunos estudios con los que cuenta el Ministerio consideran que el 6,2% de la población infantil y juvenil española no desayuna normalmente y que existe una relación clara entre este mal hábito alimenticio y la obesidad.
El estudio EnKid, de 2001, nos comunica que el problema se manifiesta en mayor dimensión a partir de los 14 años y sucede en el 9,8% de los varones y en el 7,8% de las mujeres, siendo más frecuentes en familias con una economía baja.
También debemos de tener en cuenta que el 59,5% de los niños dedica al desayuno menos de 10 minutos, lo que se asocia a una baja calidad nutricional.
Además,  la Encuesta Nacional de Salud manifiesta que sólo un 7,5% de los niños toman un desayuno equilibrado compuesto por leche, fruta o zumo e hidratos de carbono. En cambio, el 19,3% de esta población infantil y juvenil sólo toma un vaso de leche y el 56% sólo lo acompaña de algún hidrato de carbono.
La obesidad y su gran aumento en las dos últimas décadas, han hecho que también se afiance en España el término de “obesidad epidémica”.
Comparando a España con el resto de países de Europa, España se ubica en una situación intermedia en el porcentaje de adultos obesos. En cambio, en lo referido con la población infantil, España presenta una de las cifras más altas. El número de niños obesos en España ha aumentado preocupante en la última década, provocado por los hábitos alimentarios.

## Correcta alimentación desde la Infancia
La prevención de la obesidad debe iniciarse desde el primer año de la vida, valorando el crecimiento en altura y peso del niño conjuntamente. En los niños una correcta alimentación es imprescindible ya que se encuentran en una etapa de rápido crecimiento, el primer año triplican su peso y aumentan la mitad de su talla. En cada etapa de la infancia la comida va llevando una variación y también el número de colisiones y el horario, por eso es de suma importancia dedicar el tiempo con mucha responsabilidad para que los niños vayan teniendo desde pequeño una alimentación. 
Durante el preescolar se debe de empezar a impartir clases sobre como ir teniendo una buena alimentación, se le debe de ir enseñando a los alumnos pequeños, el cómo prevenirla y las consecuencias que puedes llegar,  si no se previene la obesidad.
Pero en realidad qué es lo que se le debe enseñar a los niños, es cuáles alimentos son buenos para la salud y plantearles más la educación del deporte, que en España, cada vez se pierde más, lo vemos desde el gobierno a la hora de no apoyar a los seleccionados de distintos deportes, es algo alarmante ya que se está perdiendo esa cultura. Entonces todo esto es lo que debe de ir aprendiendo el niño e irlo tomando conscientemente, sobre que es un tema real y del tiempo, y que cada día vivimos con más de estos problemas. 
Esta etapa es muy importante para los niños ya que, en esta etapa los niños tienden a elegir cosas nuevas y en esto podría entrar, en empezar a escoger una buena alimentación y por consiguiente que está se cree un hábito.

### Opciones de tratamiento para reducir el sobrepeso y la obesidad infantil
"El tratamiento de la obesidad en la infancia es la prevención de la obesidad del adulto". Como se señalara anteriormente los niños con obesidad pueden padecer problemas psicosociales que pueden afectar su desempeño educacional e interpersonal y al mismo tiempo son propensos a sufrir riesgos en su salud física tanto en el transcurrir de su niñez como en la edad adulta. 
Frente a esta situación, la Sociedad Argentina de Pediatría (SAP), en su revista digital Consenso, sugiere indicaciones de tratamiento, que siempre deben ser llevadas por especialistas del área, pero que es importante que tengamos presentes, para poder obrar de un modo preventivo, siempre velando por el cuidado de los niños que sufren esta  seria complicación. La SAP propone en primer lugar plantearse las siguientes preguntas: a quiénes debe tratarse  y cuál es el peso deseado y trazar los objetivos de tratamiento según la edad, el índice de masa corporal y las complicaciones.

##### Los desafíos del tratamiento
Uno de los primeros desafíos es lograr una alianza adecuada con el niño y su familia  centrada en la importancia del tratamiento En este caso es de crucial importancia la observación, análisis  y relación empática del pediatra con el niño y su familia, pensando siempre en la cuidada derivación hacia un especialista en nutrición que acompañará el proceso de descenso de peso del niño o la niña.
Señalan los autores del artículo de la SAP que un programa o tratamiento indicado a un niño y/o a su familia puede  ser más fructífero si la familia está preparada para el cambio, aunque aún el niño no lo esté, porque " se puede comenzar a trabajar con ellos, generando algunas modificaciones  en el hábito alimentario familiar." 
Por otra parte, la presencia de la motivación como factor determinante es clave para los cambios conductuales. 
Estrategias  para el tratamiento
Retornando los aportes del artículo de la SAP, Obesidad: Guías para su abordaje clínico, citado en esta colaboración, recomendamos seguir estas sugerencias y consejos en pos de beneficiar el resultado positivo para el niño o la niña que deba realizar un tratamiento de descenso de peso:
"•Involucrar a la familia en el tratamiento. 
•Los cambios en los hábitos alimentarios y en la actividad física deben ser graduales y(...) permanentes. 
•Las consultas deben ser frecuentes para permitir al pediatra evaluar los logros, reconocer las dificultades y realizar los cambios
necesarios en la estrategia del tratamiento. 
Las conductas parentales que pueden contribuir al éxito del tratamiento son las siguientes: 
•Encontrar motivos para elogiar al niño.
•No utilizar comida como recompensa. 
•Establecer un menú semanal. Los padres son los que determinan este y la calidad de la comida. 
•Ofrecer solo opciones sanas. 
•Eliminar tentaciones de la alacena. 
•Los padres deben ser un ejemplo, un “modelo”. El niño aprende de la conducta de los adultos. 
•Los padres deben ser consistentes en sus decisiones y cambios realizados. 

•Los padres son un modelo no solo en lo que respecta a los hábitos alimentarios, sino que su nivel de actividad/sedentarismo se verá reflejado en los patrones de actividad de sus niños.(...)" 
- Datos: Q3241451
- Multimedia: Obese children / Q3241451

1. ↑  Alustiza Martínez, Elena (2007). «La obesidad, una epidemia emergente, prevención y tratamiento desde la infancia». Osasunaz.
2. ↑  Organización Mundial de la Salud. «Sobrepeso y obesidad infantiles». Consultado el 22 de enero de 2017.
3. ↑  euroClinix. «Índice de Masa Corporal (IMC)» (en español). Consultado el 22 de octubre de 2013.
4. ↑  Ministerio de Sanidad y Consumo. "Evaluación del Índice de Masa Corporal en Niños y Niñas" (en español). Consultado el 22 de octubre de 2013.
5. 1 2 3 4  Organización Mundial de la Salud. «Estrategia mundial sobre régimen alimentario, actividad física y salud. ¿Cuáles son las causas?». Consultado el 22 de enero de 2017.
6. 1 2 3 4 5 6  Sahoo K, Sahoo B, Choudhury AK, Sofi NY, Kumar R, Bhadoria AS (abril-junio de 2015). «Childhood obesity: causes and consequences». J Family Med Prim Care (Revisión) 4 (2): 187-92. PMC 4408699. PMID 25949965. doi:10.4103/2249-4863.154628.
7. ↑  Organización Mundial de la Salud (ed.). «Causas por las que los niños y adolescentes se vuelven obesos».
8. ↑  Alustiza Martínez, Elena (2020). «Abordaje de factores de riesgo de diabetes tipo 2 en adolescentes.». Anales de Pediatría.
9. ↑  Davies, H. Dele, Hiram E. Fitzgerald, and Vasiliki Mousouli. (2008). Obesity in childhood and adolescence. Journal=Praeger 2. Archivado desde el original el 1 de diciembre de 2015. Consultado el 19 de junio de 2019.
10. ↑  Whitaker RC, Seidel KD, Dietz WH. Predicting obesity in young adulthood from childhood and parental obesity. N Engl J Med. 1997 Sep 25;337(13).
11. ↑  Bhattacharya, Sudip; Saleem, Sheikh Mohd; Bera, Om Prakash (1 de febrero de 2022). «Prevention of childhood obesity through appropriate food labeling». Clinical Nutrition ESPEN (en inglés) 47: 418-421. ISSN 2405-4577. PMID 35063237. doi:10.1016/j.clnesp.2021.12.010. Consultado el 27 de abril de 2025.
12. ↑  Agüero, Dolores (2018). «Obesidad infantil: consejos clave para que tu hijo no tenga exceso de peso».
13. ↑  velarde,2008,pg:2
14. 1 2 3  «Coordinadora: Virginia Desantadina - Autores: Carolina Caminitti, Gabriel Eiberman, Romina Lambert.  "Tratamiento" en Guías para su abordaje Clínico-Sociedad Argentina de Pediatría-2015- pp.36-42».

Basulto J. Diez consejos para prevenir la obesidad infantil. 15 de mayo de 2013. En línea: http://www.consumer.es/web/es/alimentacion/aprender_a_comer_bien/infancia_y_adolescencia/2013/05/15/216701.php
9. Obesidad infantil en México.13 de enero de 2016. En línea: http:/www.unicef.org/mexico/spanish/1747/htm/
10. Obesidad infantil en México.13 de enero de 2016. En línea: http:/www.insp.mx/noticias/nutrición-y-salud/1200-crece-sobrepeso-y-obesidad-infantil-en-mexico-11-al-año.htm/